# Запорожец (Запорожский район)
Запорожец (укр. Запорожець) — село,
Григоровский сельский совет,
Запорожский район,
Запорожская область,
Украина.
Код КОАТУУ — 2322182403. Население по переписи 2001 года составляло 182 человека.

## Географическое положение
Село Запорожец находится на левом берегу реки Конка,
выше по течению на расстоянии в 4,5 км расположен пгт Камышеваха (Ореховский район),
ниже по течению на расстоянии в 4,5 км расположено село Веселянка,
на противоположном берегу — село Юльевка.

## История
- 1922 год — дата основания как хутор.
- 1965 год — изменён статус на село.